# Sankt Margaretha
Sankt Margaretha var en ung kvinde, der led martyrdøden omkring år 305. Hun var datter af en hedensk patriark, men blev omvendt til kristendommen af sin amme. Den romerske guvernør i Antiokia (i det nuværende Tyrkiet) gjorde tilnærmelser til Margaretha, men hun ville ikke gifte sig på grund af sin kristne tro. Legenden er nedskrevet i det 9. århundrede og beretter, at hun i sit fængsel blev opsøgt af djævelen i en drages skikkelse. Dragen ville sluge hende, men da hun gjorde korsets tegn måtte den onde vige. Under hendes martyrium udholdt hun mange pinsler, hvorfor tilskuerne lod sig omvende til den kristne tro. Enden blev, at hun blev halshugget.
I den sene middelalder var Sankt Margaretha en af de 14 nødhjælpere og en af fire store jomfruer (sammen med Sankt Barbara, Sankt Catharina og Sankt Dorothea). Hun beskyttede mødre mod at dø i barselsseng og børnene mod at blive vanskabte.
I billedkunsten ser man ofte Sankt Margaretha gengivet med en korsstav som attribut, som hun støder i gabet på dragen, symbolet på Djævlens besøg i fængslet. Hun bærer undertiden en krone, da hun ofte blev identificeret med den kongedatter, som Sankt Jørgen frelste fra dragen. Til hendes lidelsesinstrumenter hører også en kam og et sværd. 
Hendes helgendag er den 20. juli.